# Evitamiento (Metro de Lima y Callao)
Evitamiento es la vigésima estación de la línea 2 del Metro de Lima y Callao, en Perú. La estación fue construida de manera subterránea en la intersección de la avenida Nicolás Ayllón y la vía de Evitamiento, en los distritos de El Agustino y Ate.

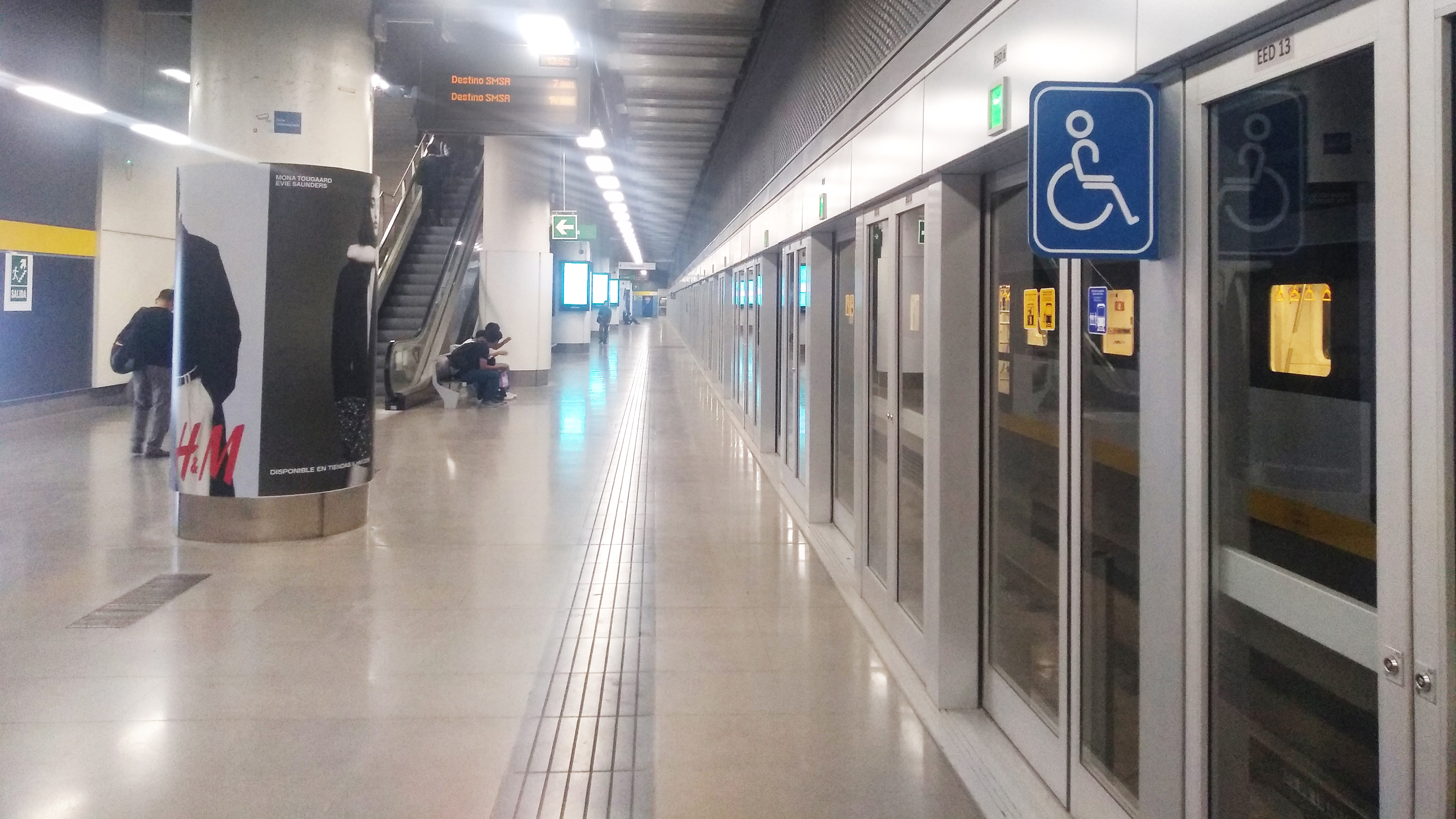
Zona de anden de la estación Evitamiento

El 20 de mayo de 2015, se inició el cierre de algunos tramos de la Carretera Central entre el puente de Santa Anita y el Mercado Mayorista debido a la construcción de seis pozos de ventilación, cinco estaciones y el túnel de la Línea 2 del metro de Lima. En junio de 2018, la AATE informó que las obras civiles de la estación se encontraban en un 40% de avance. Se inauguró el 21 de diciembre de 2023, junto con las 4 estaciones más del tramo 1-A.
Cerca de la estación Evitamiento, se encuentra la vía Panamericana que se cruza mediante el puente Santa Anita. Asimismo, se encuentra el centro comercial Mall Aventura Santa Anita. 
Está ubicada en la avenida Nicolás Ayllón cerca del intercambio vial con Evitamiento.

## Galería

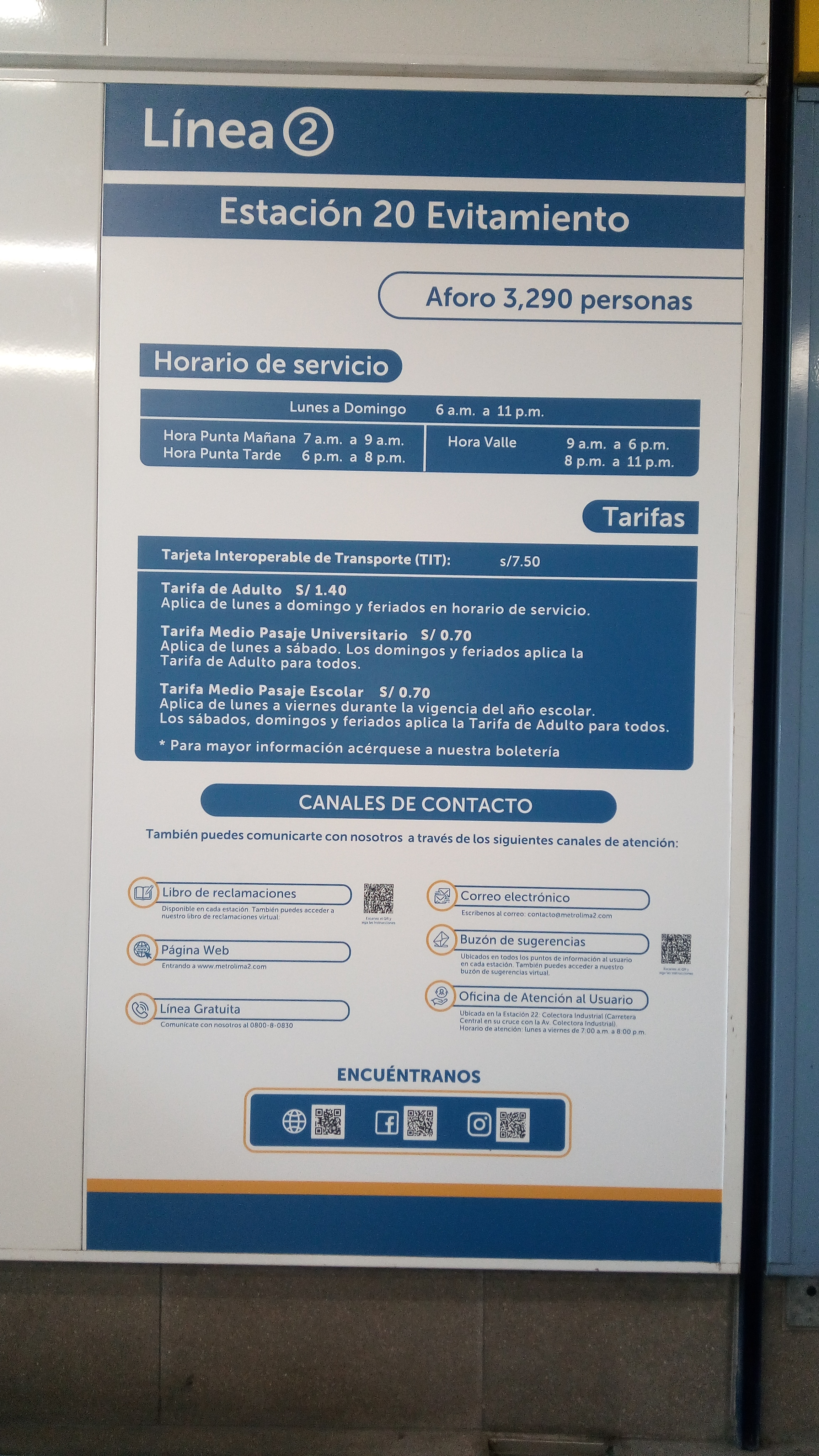
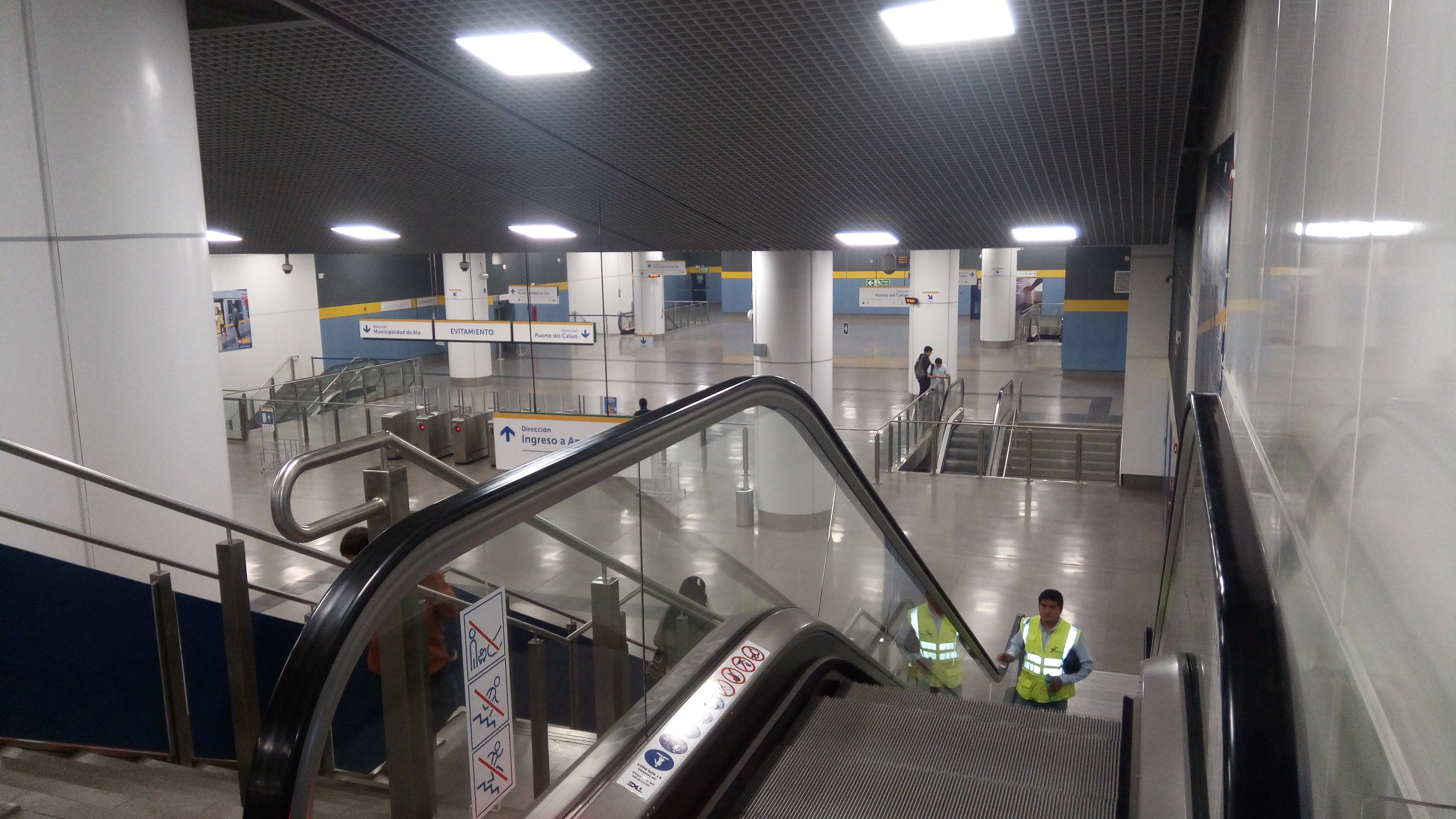
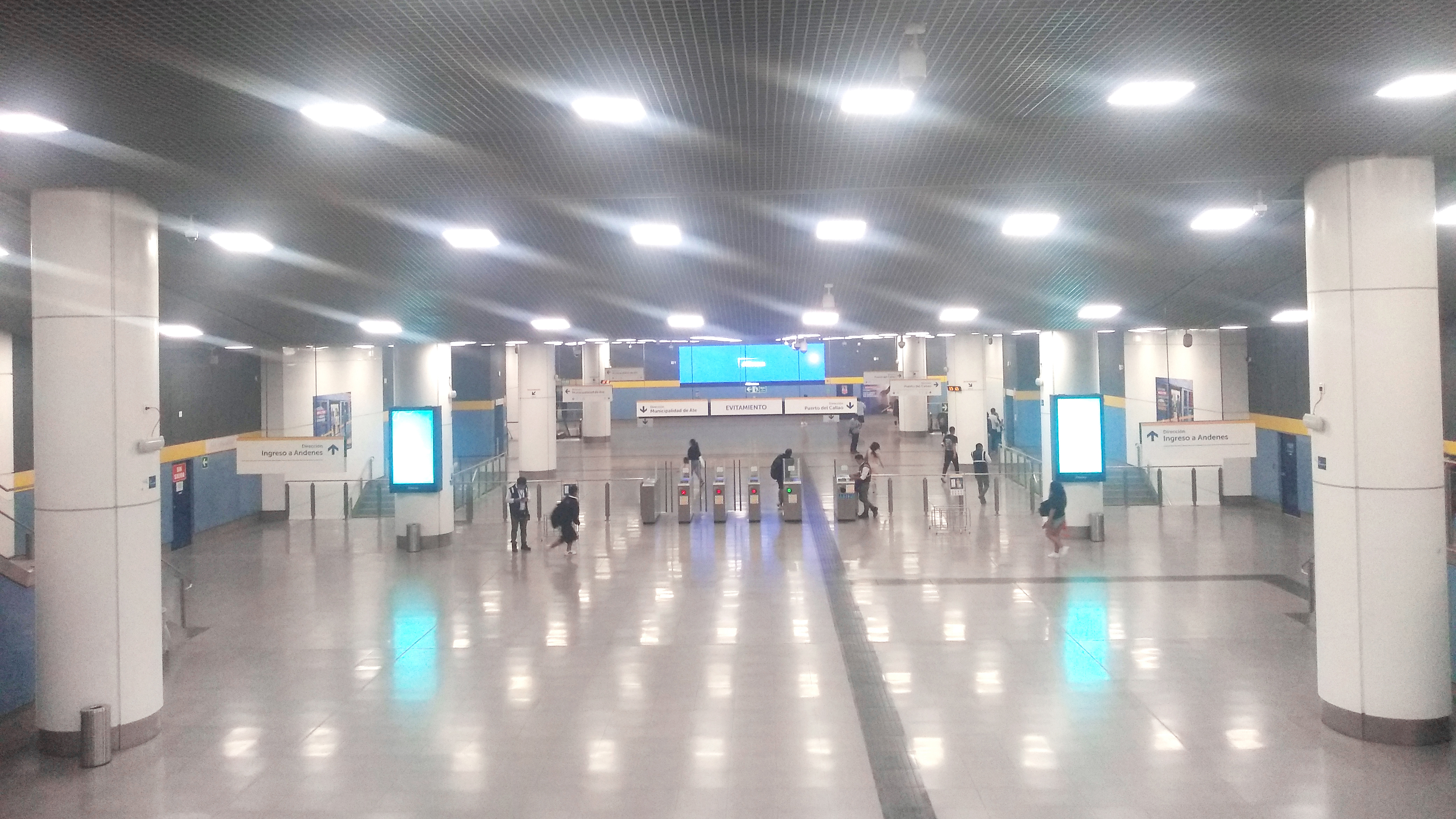